# La Bastide-de-Lordat
La Bastide-de-Lordat – miejscowość i gmina we Francji, w regionie Oksytania, w departamencie Ariège.
Według danych na rok 1990 gminę zamieszkiwały 153 osoby, a gęstość zaludnienia wynosiła 26 osób/km² (wśród 3020 gmin regionu Midi-Pireneje La Bastide-de-Lordat plasuje się na 910. miejscu pod względem liczby ludności, natomiast pod względem powierzchni na miejscu 1419.).